# 미주인권협약

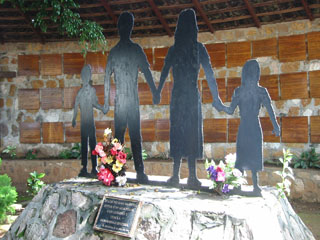

미주인권협약(영어: American Convention on Human Rights)은 1969년 코스타리카 산호세에서 체결된 인권협약으로 산호세 협정(영어: Pact of San José)으로도 불린다. 채택일은 1969년 11월 22일, 발효일은 1978년 7월 18일이며 당사국 수는 25국이다.

## 같이 보기
- 인권